# شجرة عائلة الأسرة المصرية العاشرة

### مقدمة
الأسرة العاشرة المصرية (حوالي 2130–2040 ق.م) تشكل الجزء الثاني من عصر الاضطراب المعروف بالعصر الانتقالي الأول، وحكمت من مدينة هيراكليوبوليس الكبرى في دلتا النيل، واستمر نفوذها نحو قرن تقريبًا قبل استعادة وحدة البلاد بجهود ملوك طيبة الذين أسسوا الأسرة الحادية عشرة.

### التاريخ والسياق السياسي
بعد انهيار السلطة المركزية في نهاية الأسرة السادسة ومرحلة الفوضى في الأسر السابعة والثامنة والتاسعة، نشأت الأسرة العاشرة معلنة سيطرة سلالة “بيت ختي” على الدلتا، بينما كانت الصعيد تخضع تدريجيًّا لسيطرة ملوك طيبة.
تميز حكم العاشر بتغير سريع للملوك وتشرذم السلطة بين فرعَي “مريإيبري ختي” و”مري كا رع”، مما أضعف القدرة على حكم موحد قبل حملات الملوك الطيبيين لاستعادة البلاد وحسم النزاع نحو منتصف القرن الحادي والعشرين قبل الميلاد.

### شجرة العائلة (تقريبية)
```
Nebkaure Khety IV (مريإيبري ختي)  
└── Merykare (مري كا رع)  
    ├── Sekhemkare I  
    ├── Wadjkare  
    ├── Ity  
    └── (ملوك قصار الأمد آخرون)  

```

هذه الشجرة مبنية على التسلسل الهرمني الأثري المتاح وأسماء الملوك المدرجة في بردية تورين وحجر باليرمو وبردية تورينو وكتابات مانيتو، مع الإشارة إلى وجود أسماء تالفة وغير محددة لـ18 ملكًا في بعض القوائم القديمة.

### ملوك الأسرة وأفراد بارزون

#### Nebkaure Khety IV (مريإيبري ختي)
- المؤسس الفعلي للأسرة وحكم بين نحو 2160 و2130 ق.م، وازدادت تسميته بـ“ختي الخامس” في بعض النقوش الهيروغليفية المكتشفة بهيراكليوبوليس الكبرى[9][10].

#### Merykare (مري كا رع)
- يعتبر ثاني ملوك الأسرة وحكم تقريبًا من 2075 إلى 2040 ق.م، شهد عهده تراجع نفوذ الأسرة فوق محافظات الصعيد، وأشار إليه مانيتو باعتداله النسبي مقارنة بأسلافه[11][4].

#### Sekhemkare I
- ملك قصير الأمد يُعتقد أنه خلف مري كا رع مباشرة، ولم يُعثَر على هرم مكتمل باسمه، لكن النقوش الهيروغليفية في بعض المقابر تشير إلى وجوده[12].

#### Wadjkare وIty وغيرهم
- ظهرت نقوش لأسماء مثل Wadjkare وIty في بردية تورينو ولوائح أركيولوجية بالمدينة، لكن معلومات حكمهم غير واضحة وتقدّر فترات حكمهم بأشهر أو سنوات قليلة[1][13].

### إرث الأسرة
ساهمت الأسرة العاشرة في مزيد من تفكك السلطة المركزية وتشرذم قوى الإقليم، مما مهّد لإعادة توحيد مصر لاحقًا على يد منتوحتب الثاني مؤسس الأسرة الحادية عشرة، كما أظهرت أولى إنتاجات البرديات الإدارية والتوثيقية التي ستبلغ ذروتها في الدولة الوسطى.

## أنظر أيضًا
- قائمة ملوك مصر القديمة
- قائمة الأسر الملكية المصرية
- الأسرة المصرية العاشرة